# Huck Hodge

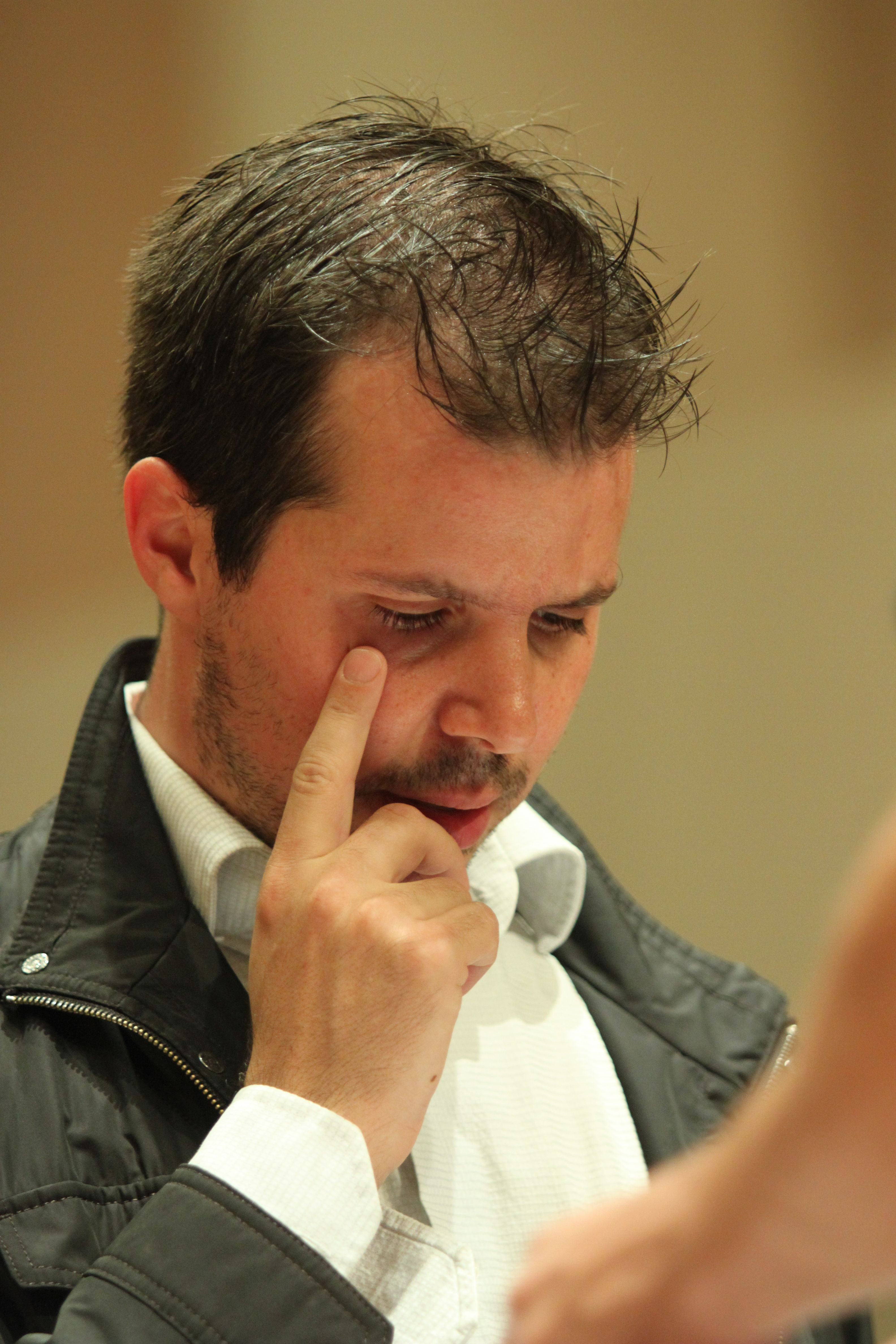
Huck Hodge

Huck Hodge (* 1977 in Gainesville, Florida, USA) ist ein amerikanischer Komponist der Neuen Musik.

## Stilmerkmale
Wesentliche Anregungen für Hodges Musik sind „die jüngste Forschung aus den Bereichen der Psychoakustik und Kognition, Probleme der östlichen bzw. abendländischen Philosophie und die Musik der früheren Renaissance“. Ästhetisch angesehen, ist sein Werk von den Techniken des französischen Spectralismus geprägt, obwohl die Tendenz zu einer rhythmischen und texturellen Komplexität, die an die deutsche Avantgarde der Nachkriegszeit erinnert, beibehalten bleibt.

## Studium und Künstlerischer Werdegang
Seine früheste musikalische Ausbildung erhielt Hodge im Bundesland Oregon an der amerikanischen Westküste. Von 1999 bis 2002 studierte er Musiktheorie und Neue Medien an der Musikhochschule Stuttgart mit der Unterstützung des DAAD. Von 2002 bis 2008 war er ein Andrew W. Mellon Foundation Fellow an Columbia University in New York City. Dort studierte er Komposition bei Tristan Murail.
Hodge ist der Preisträger mehrerer renommierter internationaler Auszeichnungen, u. a. des Rome Prize Luciano Berio, des Gaudeamus International Composition Prize und des Aaron-Copland-Kompositionspreises der Bogliasco Stiftung. Seit 2008 unterrichtet er Komposition an der University of Washington in Seattle als Assistant Professor.

## Werkverzeichnis
- Toccata für Klavier [1998]
- Konzert für Cello und Kammerorchester [1999]
- Widerspiegelung | Mirror Image für Tenor-Saxophon und Klavier [2000]
- String Quintet [2001]
- Kandinsky Studies für Computer-Synthese (programmiert in C Sound) [2001]
- AntEroica für Klavier mit Live-Elektronik und Video-Zuspielung [2001]
- Zeremonie (für Computer) [2001]
- The Awakening für großes Orchester [2002]
- Zeremonie (Version für großes Kammerensemble, Computer und Tanz) [2002]; in Zusammenarbeit mit dem NYU New Music and Dance Ensemble
- Seeds of Fire für Klavier und Computer [2003]
- Between Light and Shade für Flöte, Cello und 3 Schlagzeuger [2003]
- De Nativitate für Klavier-Quintet [2003]
- Psalm XIII für SSAATTB Chor [2004]
- Early Lyrics (Sop, Fl, Kl/Bkl, Vln, Vcl, Pno und Electronik) [2004]
- Parallaxes für Kammerorchester [2005]
- … como un respiro für solo Cello und elf Streicher [2005]
- A Distant Mirror für Bassklarinette/Klarinette und Klavier [2006]
- Remix-Asyla for Large Ensemble [2006]; in Zusammenarbeit mit Ensemble Modern und dem Berliner Philharmoniker
- Phantasie für Cello [2006]; Auftrag von Musik der Jahrhunderte für Cellisten Adrian Fung als Teil des ISCM World New Music Festival, 2006
- Out of a Dark Sea (Fl/Alt-Fl, Kl/Bkl, Hrn, Slzg, Hrf, Pno, Vln, Vcl und Electronik) [2006]; Auftrag der Stony Brook Contemporary Chamber Players
- Two Preludes für Harfe [2007]
- In Lumine für SATB Chor [2007]
- Efflux für Klarinette und Violine [2007]
- String Quartet [2008]; Auftrag des American Composers Forum mit Unterstützung der Jerome Foundation
- Apparent Motion [2008]; geschrieben für das Acanthes-Festival
- Transfigured Etudes [2009]; komponiert für die 2010 ISCM World New Music Days, Sydney, Australien
- Alêtheia [2010/11] für großes Kammerensemble; Auftrag des Ensemble Aleph as Teil des Laboratoire Instrumental Europeén
- from the language of shadows [2010/11] für symphonisches Bläser-Ensemble, 2 verstärkte Klaviere, 3 verstärkte Kontrabässe und Stummfilm; Auftrag der CBDNA
- Départ [2011] für Violine, geschrieben als Teil einer musikalischen Festschrift für Tristan Murail
- Pools of shadow from an older sky [2011] für Klavier mit Live-Elektronik und Video-Zuspielung, Auftrag der American Academy in Rome
- Passeggiata [2011] für Trompete, Klavier und Live-Elektronik